# Groupe Target
Pour les articles homonymes, voir Target.
Le Groupe Target est un groupe parlementaire centriste de l’Assemblée nationale de 1871-1875. Composé d’une quinzaine de députés menés par Paul Target, il joue à partir de 1873 un rôle charnière entre les conservateurs monarchistes et les républicains, permettant aux premiers de se débarrasser de Thiers et aux seconds de faire passer l’amendement Wallon reconnaissant la nature républicaine du nouveau régime.

## Histoire

### Origines
Les députés du groupe Target sont principalement issus de deux groupes parlementaires apparus au printemps 1871 : celui du Centre gauche et, dans une moindre mesure, celui du Centre droit.
Le premier, mené par l’ancien orléaniste Adolphe Thiers, était composé de 78 députés, républicains par pragmatisme plutôt que par conviction et conservateurs sur le plan social. Ce Centre gauche, qui constituait l’aile droite de la minorité républicaine (229 députés), était donc assez proche des 214 députés orléanistes du Centre droit, qui constituaient l’aile modérée et libérale de la majorité monarchiste (416 députés).

### Rôle dans la chute de Thiers
En janvier 1873, un premier groupe dissident, issu du Centre-gauche (républicain modéré) comme du Centre-droit (orléaniste), rassemble une soixantaine de députés sous la direction d’Auguste Casimir-Perier. Mais cette Réunion des républicains conservateurs est très éphémère.
Le 23 mai 1873, le chef du pouvoir exécutif, Thiers, est mis en cause par le principal meneur des monarchistes, Albert de Broglie, qui le juge insuffisamment conservateur. Thiers lui répond le lendemain en déclarant à la tribune que « la monarchie est impossible », attirant ainsi contre lui un vote de défiance qui, par 360 voix contre 344, le pousse à démissionner. Aux députés de la majorité monarchiste, contrariés par les propos de l’ancien ministre de Louis-Philippe (le député ayant proposé le vote est le légitimiste Ernoul), se sont joints quinze députés centristes pourtant politiquement proches de Thiers. Ce groupe de quinze députés, se déclarant à la fois républicain et conservateur, est mené par le député du Calvados Paul Target, proche du Centre-droit.
Certains observateurs, comme Jules de Lasteyrie ou Jules Claretie, ont estimé que Target avait manœuvré avec la droite monarchiste en échange d'une ambassade pour lui-même et de maroquins pour ses collègues. Target obtiendra en effet, dès le mois suivant, un poste de ministre plénipotentiaire à La Haye. De plus, quatre membres du groupe dissident sembleront avoir été récompensés en étant appelés au gouvernement : Alfred Deseilligny obtiendra le portefeuille des Travaux publics dans le gouvernement Broglie, dans lequel Léon Lefébure est sous-secrétaire d'État aux Finances, tandis que Pierre Mathieu-Bodet récupèrera le ministère des Finances, avec Lefébure puis Louis Passy comme sous-secrétaire d'État, dans le gouvernement Courtot de Cissey en 1874.

En réalité, les membres du groupe Target s’étaient ponctuellement rapprochés de la droite en réaction à l’élection (à l’occasion d’une législative partielle) du radical Désiré Barodet (avril 1873). Cet événement avait été interprété comme une inquiétante poussée de la gauche, envers laquelle Thiers était considéré comme trop faible voire complaisant. Pour contrer cette poussée, la droite devait donc évincer Thiers avant de renforcer sa majorité, peu homogène, en s'alliant aux républicains les plus conservateurs.

### Rôle après 1873
En 1874, le groupe Target semble encore actif, même si le député Paul Joseph Cottin s'en désolidarise en affirmant que le groupe apparu le 24 mai n'est que le fruit d'une « entente d'une heure » et qu'il n'établit « aucune solidarité » entre ses membres. Au mois de juillet, la presse rapporte que plusieurs membres du groupe se sont entretenus avec le président Mac Mahon au sujet d'une proposition de loi constitutionnelle.
En janvier 1875, le groupe Target s’insère dans une coalition centriste plus large, la Réunion Lavergne ou Centre constitutionnel.

Les centristes, résignés à accepter le caractère républicain d’un régime qu’ils croient plus ou moins provisoire, gardent cependant de mauvais souvenirs des régimes monocaméraux des républiques précédentes (1792-1794 et 1848-51) et se méfient du peuple, qui avait porté les bonapartistes au pouvoir. Ils proposent donc de confier l’élection du président à un parlement bicaméral comprenant un Sénat conservateur. C’est le sens de l’amendement Wallon, rapporté par le centriste Henri Wallon et voté à une seule voix de majorité, qui met en place la Troisième République (30 janvier 1875).
Le groupe ne survit pas aux élections législatives de 1876, défavorables aux Centres. Target lui-même n'est pas réélu.

## Membres
- Auguste Balsan (Indre)[8]
- Eugène Caillaux (Sarthe)
- Paul Joseph Cottin (Ain)
- Louis Daguilhon-Lasselve  (Tarn)
- Denis Albert Delacour (Calvados)
- Alfred Deseilligny (Aveyron)
- François Dufournel (Haute-Saône)
- Léon Lefébure (Seine)
- Édouard Martell (Charente)
- Pierre Mathieu-Bodet (Charente)
- Louis Passy (Eure)
- André Prétavoine (Eure)
- Eugène Tallon (Puy-de-Dôme)
- Paul Target (Calvados)
- Léon Vingtain (Eure-et-Loir)
- Henri Wallon (Nord)[9]